# 佩氏杜父魚
佩氏杜父魚（學名：Cottus petiti）是杜父魚科下的一種魚類。它們是法國的特有種，只分佈在萊茲河3公里的伸展水域內。它們棲息在河流及淡水泉，但卻因失去棲息地而受到威脅。雄魚一般長約56厘米。

## 擴展閱讀
維基物種上的相關：佩氏杜父魚